# Zdzisław Krzyszkowiakstadion
Het Zdzisław Krzyszkowiakstadion is een multifunctioneel stadion in Bydgoszcz, een stad in Polen. Het stadion wordt vooral gebruikt voor atletiek- en voetbalwedstrijden, de voetbalclub Zawisza Bydgoszcz maakt gebruik van dit stadion en af en toe speelt het Pools voetbalelftal hier een wedstrijd, zoals de EK-kwalificatiewedstrijd tegen Finland in 2006. In het stadion is plaats voor 20.247 toeschouwers.

## Opening en naam
Het stadion werd geopend in 1957. Het werd vernoemd naar Zdzisław Krzyszkowiak (1929–2003), Poolse atleet die zijn grootste succes behaalde op de Olympische Spelen in 1960.

## Internationale toernooien
Tijdens het wereldkampioenschap voetbal onder 20 van 2019 wordt er gebruik gemaakt van dit stadion. Dat toernooi wordt van 23 mei tot en met 15 juni in Polen gespeeld. Er zullen 6 groepswedstrijden en één achtste finale worden gespeeld.
Er zijn ook regelmatig atletiektoernooi. Zo werd er in 1999 het IAAF Jeugdwereldkampioenschap Atletiek, in 2003 en 2017 het Europese onder 23 atletiekkampioenschap, het Wereldkampioenschappen atletiek junioren 2008 en Wereldkampioenschappen atletiek junioren 2017 en de European Team Championships van 2019.